# Seznam medailistů na halovém mistrovství Československa a Česka mužů a žen v běhu na 3 000 m
Toto je seznam medailistů na mistrovství Československé a České republiky v disciplíně běh na 3000 m.

## Muži
| Rok          | Místo              | Zlato             | Výkon vítěze     | Stříbro                | Bronz            |
| ------------ | ------------------ | ----------------- | ---------------- | ---------------------- | ---------------- |
| HM ČSSR 1969 | Jablonec nad Nisou | Pavel Pěnkava     | 8:30,6           | Jiří Stehlík           | František Bartoš |
| HM ČSSR 1970 | Jablonec nad Nisou | Ivan Kováč        | 8:48,0           | Josef Šach             | Róbert Molnár    |
| HM ČSSR 1971 | Jablonec nad Nisou | Martin Zvoníček   | 8:42,6           | Miroslav Braum         | Zdeněk Luňák     |
| HM ČSSR 1972 | Jablonec nad Nisou | Petr Bláha        | 8:32,0           | Josef NěmecJosef Němec | Martin Zvoníček  |
| HM ČSSR 1973 | Jablonec nad Nisou | Ivan Kováč        | 8:34,8           | František Bartoš       | Zdeněk Luňák     |
| HM ČSSR 1974 | Jablonec nad Nisou | Martin Zvoníček   | 8:27,0           | Štefan Polák           | Jiří Seliger     |
| HM ČSSR 1975 | Jablonec nad Nisou | Martin Zvoníček   | 8:29,6           | Karel Gába             | Petr Štěpánek    |
| HM ČSSR 1976 | Košice             | Štefan Polák      | 8:02,8           | Stanislav Petr         | Zdeněk Zbranek   |
| HM ČSSR 1977 | Ostrava            | Štefan Polák      | 8:05,0           | Martin Zvoníček        | Pavel Pěnkava    |
| HM ČSSR 1978 | Jablonec nad Nisou | Martin Vrábeľ     | 8:21,2           | Jozef Múčka            | Ladislav Asványi |
| HM ČSSR 1979 | Jablonec nad Nisou | Lubomír Tesáček   | 8:15,9           | Václav Bulva           | Štefan Polák     |
| HM ČSSR 1980 | Jablonec nad Nisou | Štefan Polák      | 8:19,7           | Pavol Kuruc            | Jozef Múčka      |
| HM ČSSR 1981 | Jablonec nad Nisou | Lubomír Tesáček   | 8:03,8           | Josef Vedra            | Pavol Klimeš     |
| HM ČSSR 1982 | Jablonec nad Nisou | Stanislav Tábor   | 8:04,35          | Lubomír Tesáček        | Pavel Michálek   |
| HM ČSSR 1983 | Jablonec nad Nisou | Ivan Demský       | 8:18,67          | Jiří Klesnil           | Zdeněk Národa    |
| HM ČSSR 1984 | Jablonec nad Nisou | Lubomír Tesáček   | 8:04,36          | Ivan Demský            | Jiří Klesnil     |
| HM ČSSR 1985 | Jablonec nad Nisou | Ivan Uvizl        | 8:09,91          | Pavol Klimeš           | Pavel Michálek   |
| HM ČSSR 1986 | Jablonec nad Nisou | Lubomír Tesáček   | 7:51,59 Rek. HMR | Luboš Gaisl            | Ivan Uvizl       |
| HM ČSSR 1987 | Jablonec nad Nisou | Lubomír Tesáček   | 8:02,71          | Pavel Michálek         | Luboš Gaisl      |
| HM ČSSR 1988 | Jablonec nad Nisou | Václav Pařík      | 8:05,81          | Luboš Gaisl            | Jiří Klesnil     |
| HM ČSSR 1989 | Jablonec nad Nisou | Vladimír Slouka   | 7:56,38          | Pavel Michálek         | Luboš Šubrt      |
| HM ČSSR 1990 | Praha              | Pavel Michálek    | 8:05,01          | Luboš Šubrt            | Jozef Výbošťok   |
| HM ČSFR 1991 | Praha              | František Zálešák | 8:23,87          | Jan Bláha              | Petr Stanka      |
| HM ČSFR 1992 | Praha              | Luboš Šubrt       | 8:03,8           | Jiří Klesnil           | Martin Vanko     |
| HMR 1993     | Praha              | Radim Kunčický    | 8:20,61          | Jiří Klesnil           | Jan Kamler       |
| HMR 1994     | Jablonec nad Nisou | Milan Drahoňovský | 8:19,23          | Radomír Soukup         | Petr Stanka      |
| HMR 1995     | Praha              | Milan Drahoňovský | 8:01,28          | Michael Nejedlý        | Radomír Soukup   |
| HMR 1996     | Praha              | Milan Drahoňovský | 8:09,37          | Miloslav Suchý         | Radomír Soukup   |
| HMR 1997     | Praha              | Milan Drahoňovský | 8:04,14          | Martin Brusák          | Miloslav Suchý   |
| HMR 1998     | Praha              | Michael Nejedlý   | 8:09,30          | Zdeněk Forster         | Petr Pícha       |
| HMR 1999     | Praha              | Michael Nejedlý   | 8:16,25          | Ondřej Moravec         | Jan Tlustý       |
| HMR 2000     | Praha              | Lubomír Pokorný   | 8:13,71          | Michal Nejedlý         | Josef Pomikálek  |
| HMR 2001     | Praha              | Michael Nejedlý   | 8:16,09          | Lubomír Pokorný        | Petr Pícha       |
| HMR 2002     | Praha              | Radim Matyáš      | 8:27,24          | Petr Pícha             | Robin Vohlídal   |
| HMR 2003     | Bratislava         | František Zouhar  | 8:24,83          | Karel Váňa             | Jan Kreisinger   |
| HMR 2004     | Praha              | Michal Šneberger  | 8:12,59          | Milan Fedák            | Lubomír Pokorný  |
| HMR 2005     | Praha              | Michal Šneberger  | 8:05,86          | Václav Janoušek        | Lubomír Pokorný  |
| HMR 2006     | Praha              | Václav Janoušek   | 8:19,63          | Michael Nejedlý        | Jakub Holuša     |
| HMR 2007     | Praha              | Václav Janoušek   | 8:16,62          | Zdeněk Medlík          | František Zouhar |
| HMR 2008     | Praha              | Petr Mikulenka    | 8:06,97          | František Zouhar       | Kamil Krunka     |
| HMR 2009     | Praha              | Petr Mikulenka    | 8:14,57          | Lukáš Kourek           | Tomáš Harom      |
| HMR 2010     | Praha              | Petr Mikulenka    | 8:19,39          | Lukáš Kourek           | Tomáš Belada     |
| HMR 2011     | Praha              | Petr Mikulenka    | 8:07,91          | Milan Kocourek         | Lukáš Kourek     |
| HMR 2012     | Praha              | Milan Kocourek    | 8:20,33          | Lukáš Kourek           | Roman Rudolecký  |
| HMR 2013     | Praha              | Lukáš Kourek      | 8:10,18          | Jakub Holuša           | Roman Rudolecký  |
| HMR 2014     | Praha              | Petr Vitner       | 8:28,81          | Ondřej Klesnil         | Matěj Trávníček  |
| HMR 2015     | Praha              | Jakub Zemaník     | 8:20,27          | David Kučera           | Tomáš Jaša       |
| HMR 2016     | Ostrava            | Adam Zenkl        | 8:29,05          | Pavel Dymák            | Michal Šmahel    |
| HMR 2017     | Praha              | Filip Sasínek     | 8:13,22          | David Kučera           | Lukáš Kourek     |
| HMR 2018     | Praha              | Jan Friš          | 8:28,14          | David Kákona           | Michal Šmahel    |
| HMR 2019     | Ostrava            | Jan Friš          | 8:22,09          | Damián Vích            | Jáchym Kovář     |
| HMR 2020     | Ostrava            | Damián Vích       | 8:21.84          | Jáchym Kovář           | David Foller     |
| HMR 2021     | Ostrava            | Jan Friš          | 7:57,72          | Jakub Holuša           | Jáchym Kovář     |
| HMR 2022     | Ostrava            | Damián Vích       | 8:11,24          | Vladimír Marčík        | Marek Chrascina  |
| HMR 2023     | Ostrava            | Damián Vích       | 8:05,59          | Nick Deal              | Tomáš Habarta    |
| HMR 2024     | Ostrava            | Damián Vích       | 8:00,23          | Filip Sasínek          | Jan Máša         |
| HMR 2025     | Ostrava            | Jakub Peterka     | 8:22,92          | Marek Strnad           | Bonifác Boháč    |

## Ženy
| Rok          | Místo              | Zlato                   | Výkon vítěze     | Stříbro                 | Bronz                   |
| ------------ | ------------------ | ----------------------- | ---------------- | ----------------------- | ----------------------- |
| HM ČSSR 1982 | Jablonec nad Nisou | Ivana Kleinová          | 9:28,61          | Jana Červenková         | Ľudmila Melicherová     |
| HM ČSSR 1983 | Jablonec nad Nisou | Jana Červenková         | 9:28,03          | Soňa Polášková          | Lea Hrušovská           |
| HM ČSSR 1984 | Jablonec nad Nisou | Sylvia Pajanová         | 9:43,56          | Věra Nožičková          | Terézia Halenárová      |
| HM ČSSR 1985 | Jablonec nad Nisou | Ľudmila Melicherová     | 9:42,19          | Mária Palikovská        | Anna Kirnová            |
| HM ČSSR 1986 | Jablonec nad Nisou | Monika Hamhalterová     | 9:37,82          | Jana Šmidáková          | Miriam Kautová          |
| HM ČSSR 1987 | Jablonec nad Nisou | Jana Kučeríková         | 9:11,89          | Ľudmila Melicherová     | Alena Močáriová         |
| HM ČSSR 1988 | Jablonec nad Nisou | Jana Červenková         | 9:51,88          | Eva Vítková             | Halka Králová           |
| HM ČSSR 1989 | Jablonec nad Nisou | soutěž se neuskutečnila | xxx              | soutěž se neuskutečnila | soutěž se neuskutečnila |
| HM ČSSR 1990 | Praha              | Jana Cieslarová         | 10:05,12         | Tatiana Rajníková       | Marcela Kubátková       |
| HM ČSFR 1991 | Praha              | Jana Brethová           | 10:32,25         | Lenka Štanclová         | Barbora Jirošová        |
| HM ČSFR 1992 | Praha              | Andrea Sollárová        | 9:30,21          | Věra Kunčická           | Věra Horká              |
| HMR 1993     | Praha              | Věra Kunčická           | 9:56,21          | Věra Horká              | Radka Pátková           |
| HMR 1994     | Jablonec nad Nisou | Věra Kunčická           | 9:36,35          | Monika Deverová         | Lada Brázdilová         |
| HMR 1995     | Praha              | Jana Kučeríková         | 9:25,23          | Lada Brázdilová         | Jitka Bělohlávková      |
| HMR 1996     | Praha              | Lada Brázdilová         | 9:46,71          | Renata Kvitová          | Anna Báčová             |
| HMR 1997     | Praha              | Jana Kučeríková         | 9:24,24          | Jana Klimešová          | Renata Hoppová          |
| HMR 1998     | Praha              | Andrea Šuldesová        | 9:09,98          | Helena Volná            | Petra Drajzajtlová      |
| HMR 1999     | Praha              | Helena Volná            | 9:22,12          | Petra Drajzajtlová      | Pavlína Vondrková       |
| HMR 2000     | Praha              | Petra Drajzajtlová      | 9:23,67          | Marie Volná             | Renata Kvitová          |
| HMR 2001     | Praha              | Petra Drajzajtlová      | 9:23,85          | Lenka Švaňhalová        | Marie Volná             |
| HMR 2002     | Praha              | Petra Kamínková         | 9:18,10          | Radka Holubová          | Lada Brázdilová         |
| HMR 2003     | Bratislava         | Lenka Švaňhalová        | 9:22,41          | Petra Kamínková         | Eva Slavíková           |
| HMR 2004     | Praha              | Lucie Müllerová         | 9:37,66          | Kateřina Šobáňová       | Hana Haroková           |
| HMR 2005     | Praha              | Lucie Müllerová         | 9:42,35          | Vendula Frintová        | Irena Petříková         |
| HMR 2006     | Praha              | Lenka Ptáčková          | 9:29,28          | Barbora Kuncová         | Monika Preibischová     |
| HMR 2007     | Praha              | Lenka Všetečková        | 9:41,21          | Lucie Sárová            | Lucie Müllerová         |
| HMR 2008     | Praha              | Petra Kamínková         | 9:31,68          | Lucie Sekanová          | Lucie Sárová            |
| HMR 2009     | Praha              | Petra Kamínková         | 9:30,57          | Lucie Sekanová          | Martina Bařinová        |
| HMR 2010     | Praha              | Květa Pecková           | 9:35,28          | Martina Bařinová        | Lucie Sekanová          |
| HMR 2011     | Praha              | Lucie Sekanová          | 9:28,93          | Monika Preibischová     | Květa Pecková           |
| HMR 2012     | Praha              | Monika Preibischová     | 9:30,85          | Lucie Sekanová          | Diana Mezuliáníková     |
| HMR 2013     | Praha              | Kristiina Sasínek Mäki  | 9:34,23          | Monika Preibischová     | Petra Kuříková          |
| HMR 2014     | Praha              | Květoslava Pecková      | 9:30,69          | Lada Nováková           | Marie Miličková         |
| HMR 2015     | Praha              | Lucie Sekanová          | 9:25,01          | Anežka Drahotová        | Moira Stewartová        |
| HMR 2016     | Ostrava            | Tereza Čapková          | 9:26,35          | Moira Stewartová        | Lucie Maršánová         |
| HMR 2017     | Praha              | Simona Vrzalová         | 9:04,84 Rek. HMR | Lucie Sekanová          | Moira Stewartová        |
| HMR 2018     | Praha              | Lucie Maršánová         | 9:35,56          | Aneta Chlebiková        | Barbora Jíšová          |
| HMR 2019     | Ostrava            | Kristiina Sasínek Mäki  | 9:21,43          | Lucie Sekanová          | Tereza Hrochová         |
| HMR 2020     | Ostrava            | Lucie Sekanová          | 9:26.78          | Tereza Novotná          | Lucie Maršánová         |
| HMR 2021     | Ostrava            | Lucie Sekanová          | 9:30.44          | Karolína Sasynová       | Julia-Anna Lily Bell    |
| HMR 2022     | Ostrava            | Kristiina Sasínek Mäki  | 9:07.26          | Diana Mezuliáníková     | Tereza Novotná          |
| HMR 2023     | Ostrava            | Soňa Kouřilová          | 9:38.25          | Anita Žáková            | Barbora Lampová         |
| HMR 2024     | Ostrava            | Simona Vrzalová         | 9:26.87          | Barbora Lampová         | Jana Johanová           |
| HMR 2025     | Ostrava            | Jana Johanová           | 9:23,48          | Barbora Lampová         | Bára Stýblová           |